# Osadnik Myślibórz
Osadnik Myślibórz – polski klub piłkarski z siedzibą w Myśliborzu, założony 28 kwietnia 1946 jako Koło Sportowe Osadnik Myślibórz (w innych źródłach jako Żołnierski Klub Sportowy Osadnik Myślibórz). W sezonie 2025/2026 występuje w klasie okręgowej (grupa zachodniopomorska II).

## Historia[2]
Osadnik Myślibórz, jako Koło Sportowe Osadnik, powstał w wyniku fuzji dwóch klubów sportowych istniejących od 1945 r.: Pionier Myślibórz i Milicyjny Klub Sportowy Myślibórz. Z inicjatywą połączenia obu tych klubów wyszedł Zbigniew Dorczyński i tak 28 kwietnia 1946 r. założono Osadnik, o czym poświadczają świadkowie tamtych wydarzeń (ze względu na to, że nie zachował się żaden dokument, oficjalną datą jest 1947, a więc rok, gdy najprawdopodobniej nowe stowarzyszenie zostało zgłoszone do organu administracyjnego). Pierwszym jego prezesem był Henryk Buszkiewicz – przewodniczący Związku Osadników Wojskowych (osadnicy to polscy żołnierze osiedlani na Ziemiach Odzyskanych po II wojnie światowej), a grającym trenerem Robert Kowalski (według innych źródeł pierwszym prezesem był starosta Stanisław Orzechowski). Emblematem Osadnika były dwa miecze i pług na czerwono-zielonym tle. Miał on symbolizować „wyzwolenie przy pomocy oręża oraz zagospodarowanie przez ludzi w zielonych mundurach”.
W 1949 r. uchwała Biura Politycznego PZPR określiła, że mecenat nad sportem przejmą związki zawodowe. W związku z tym pod koniec tego roku działacze KS Osadnik podjęli decyzję o przekazania całego dorobku powstałej w tym czasie Spójni Myślibórz (w piłkarskich rozgrywkach A- i B-klasy Osadnik grał najpierw jako Spójnia, a od 1955 do 1956 r. w A-klasie i ówczesnej III lidze jako Sparta).
Do tego w tym okresie założono dwa koła sportowe w Myśliborzu: Gwardia, które posiadała sekcję piłki nożnej i piłki siatkowej oraz Kolejarz z sekcjami piłki nożnej, piłki koszykowej i tenisa stołowego (w 1953 r. doprowadzono do połączenia KS Kolejarz i Spójnia, w wyniku czego piłkarze z Myśliborza, jak wspomniano wyżej, występowali w barwach KS Spójnia, zaś rok wcześniej Spójnia przejęła zawodników Gwardii).
Pierwszym sukcesem Spójni był awans z B-klasy do A-klasy w 1953 r. (rywalizowała m.in. z Kolejarzem). Jej trenerem był Stanisław Mazur.
W 1956 r. reaktywowano Polski Związek Piłki Nożnej i zamiast kół sportowych powstawały kluby sportowe, posiadające osobowość prawną. Zmiany te przyczyniły się do przyjęcia przez Spartę-Osadnik (tak nazywało się koło od 1956 r.; rok wcześniej nazwę Spójnia zastąpiła Sparta) nazwy Klub Sportowy Osadnik, choć formalnie to był nowy twór prawny. Klub posiadał następujące sekcje: piłka nożna, koszykówka, tenis stołowy i podnoszenie ciężarów. Przewodniczącym, czyli prezesem został Tadeusz Zachariasz.
W 1957 r. klub zarejestrowano pod nazwą Ludowy Klub Sportowy Osadnik w Myśliborzu (pierwszym trenerem był Stanisław Grande z Gorzowa Wlkp.), a w 1963 r. zatwierdzono uchwałę o zmianę nazwy na Miejski Klub Sportowy Osadnik w Myśliborzu. Nowy statut określał, że barwą klubową będzie kolor pomarańczowy, a emblematem herb miasta z napisem wokół MKS Osadnik Myślibórz. Ten emblemat z upływem lat wielokrotnie zmieniał się, podobnie zresztą jak barwy czy sam statut.
W 1975 r. rozwiązano inny klub w Myśliborzu Mechanizator. Sprzęt zgromadzony w latach działalności przekazano do Osadnika. Szeregi Osadnika zasili też sami zawodnicy Mechanizatora, założonego w 1969 r.
W sezonie 1988/1989, w trakcie zmian systemowych w Polsce, MKS Osadnik wszedł z klasy międzyokręgowej do klasy okręgowej (po reformie administracyjnej w 1975 r. Osadnik rywalizował w gorzowskiej A-klasie i klasie okręgowej, a przed nią – z wyjątkiem lat 1960–1963 – w lidze wojewódzkiej, która nazywana była też ligą okręgową lub III ligą wojewódzką, a więc czwartym szczeblem rozgrywek). Za to od sezonu 1992/1993 przez trzy następne (1993/1994, 1994/1995, 1995/1996) występował na czwartym poziomie (kolejno: Klasa makroregionalna południowo-zachodnia, a więc grupa gorzowska; Klasa makroregionalna zachodnia, czyli grupa gorzowsko-poznańska; Klasa makroregionalna koszalińska; IV liga gorzowska).
Do Klasy Okręgowej spadł w sezonie 1995/1996 i mimo że w następnym (1996/1997) awansował z niej do IV ligi, to wskutek kolejnej na przestrzeni lat reformy rozgrywek grał w V lidze (1997/1998 i 1998/1999), a później w tzw. Klasie Wojewódzkiej i Klasie Okręgowej (1999/2000, 2000/2001).
Do IV ligi Zachodniopomorskiej Osadnik wrócił w sezonie 2001/2002 i rywalizował w niej przez cztery kolejne sezony (2002/2003, 2003/2004, 2004/2005, 2005/2006). Od sezonu 2006/2007 do 2010/2011, przez następne sezony (2007/2008, 2008/2009, 2009/2010), grał w nowo utworzonym w tamtym czasie szczeblu rozgrywek, jakim była V liga. W sezonie 2010/2011 spadł do Klasy Okręgowej (2011/2013, 2012/2013), to jest na siódmy poziom, by po awansie od sezonu 2013/2014 znów występować na szóstym w Lidze Okręgowej (która najpierw zastąpiła V ligę, a następnie przekształciła się w dawną okręgówkę, poprzez zlikwidowanie jednego ze szczebli). Od sezonu 2014/2015 do 2017/2018 ponownie rywalizował w IV lidze. Po spadku MKS Osadnik Myślibórz do dziś w Klasie Okręgowej Szczecińskiej/Zachodniopomorskiej.

## Sukcesy[2]
- występy w III lidze w sezonie 1956 (trener Robert Kowalski), w III lidze międzywojewódzkiej (międzyokręgowa liga szczecińsko-koszalińska) w sezonie 1959 i III lidze szczecińskiej w sezonie 1960;
- zdobycie wicemistrzostwa Polski Ludowych Związków Sportowych w 1959 r. (w Sieradzu LZS Osadnik przegrał z reprezentacją województwa krakowskiego 0:1, po dwóch dogrywkach);
- remis 2:2 (bramki Zdzisława Hermana i Jana Bycki, trenerem był Kazimierz Borowiak) z reprezentacją Neubrandenburga (mecz odbył się w NRD, obejrzało go ok. 30 tys. widzów, był transmitowany w radio);
- zdobycie w 1976 r. wicemistrzostwa w rozgrywkach Pucharu Polski szczebla wojewódzkiego – finalista Pucharu Polski OZPN Gorzów Wlkp. w sezonie 1976/77 (przegrana w Gorzowie ze Stilonem 0:4 oraz porażka w Myśliborzu 0:4 z Mieszkiem Gniezno w centralnych eliminacjach Pucharu Polski; trenerem był Bronisław Teodorczyk);
- zdobycie w 1980 roku wicemistrzostwa w rozgrywkach Pucharu Polski szczebla wojewódzkiego – finalista Pucharu Polski OZPN Gorzów Wlkp. w sezonie 1979/80 (przegrana na stadionie przy ul. Myśliborskiej w Gorzowie ze Stilonem II 0:3);
- zdobycie w 2005 roku wicemistrzostwa w rozgrywkach Pucharu Polski szczebla regionalnego grupy zachodniopomorskiej – finalista Pucharu Polski OZPN Szczecin (przegrana w Myśliborzu z Flotą Świnoujście 1:4; bramka Pawła Kwapisa, trenerem był Andrzej Rejman).

## Stadion
Osadnik mecze rozgrywa na stadionie miejskim w Myśliborzu. Dane techniczne obiektu, po modernizacji w 2020 r.
- Boisko główne o nawierzchni trawiastej (trawa naturalna), o wymiarach: 99 × 75 m. Wokół boiska znajduje się bieżnia o długości 400 m oraz trybuny na 600 kibiców.
- Boisko boczne o nawierzchni trawiastej (trawa naturalna), o wymiarach: 95 × 60 m.
- Boisko „Orlik” ze sztuczną murawą (nawierzchnia syntetyczna) do gry w piłkę nożną, o wymiarach: 58 × 26 m. Na boisku odbywają się treningi i zajęcia prowadzone przez animatorów sportu.
- Boisko „Orlik” ze sztuczną murawą (nawierzchnia syntetyczna) do rozgrywania gier zespołowych o wymiarach: 28 × 15 m.

Na terenie stadionu znajdują się szatnie z prysznicami dla osób korzystających z zajęć. W okresie zimowym stadion jest oświetlony.

## Sezon po sezonie
Źródła:
| Sezon   | Liga                                  | Pozycja | Punkty | Bramki | Uwagi                              | Zachodniopomorski RPP (OPP Szczecin) |
| ------- | ------------------------------------- | ------- | ------ | ------ | ---------------------------------- | ------------------------------------ |
| 1995/96 | IV liga (Gorzów Wielkopolski)         | 14      | ?      | ?      | spadek                             |                                      |
| 1996/97 | Liga okręgowa (Gorzów Wielkopolski)   | 2       | ?      | ?      |                                    |                                      |
| 1997/98 | Liga okręgowa (Gorzów Wielkopolski)   | 3       | ?      | ?      |                                    |                                      |
| 1998/99 | Liga okręgowa (Gorzów Wielkopolski)   | 8       | 41     | 40:46  |                                    |                                      |
| 1999/00 | Liga okręgowa (Gorzów Wielkopolski)   | 7       | 53     | 81:50  | przeniesienie do gr. szczecińskiej |                                      |
| 2000/01 | Liga okręgowa (Szczecin III)          | 1       | 63     | 118:25 | awans                              |                                      |
| 2001/02 | IV liga (zachodniopomorska)           | 5       | 66     | 82:53  |                                    |                                      |
| 2002/03 | IV liga (zachodniopomorska)           | 10      | 49     | 52:42  |                                    | (V runda)                            |
| 2003/04 | IV liga (zachodniopomorska)           | 13      | 46     | 47:49  |                                    | (V runda)                            |
| 2004/05 | IV liga (zachodniopomorska)           | 5       | 53     | 48:34  |                                    | (Finał)                              |
| 2005/06 | IV liga (zachodniopomorska)           | 14      | 43     | 59:60  | spadek                             | (IV runda)                           |
| 2006/07 | V liga (Szczecin)                     | 14      | 27     | 39:68  | spadek                             | (II runda)                           |
| 2007/08 | Klasa okręgowa (Szczecin II)          | 2       | 74     | 82:24  |                                    | (III runda)                          |
| 2008/09 | V liga (Szczecin)                     | 7       | 41     | 50:47  |                                    | (IV runda)                           |
| 2009/10 | V liga (Szczecin)                     | 5       | 48     | 70:56  |                                    | (1/8 finału)                         |
| 2010/11 | V liga (Szczecin)                     | 13      | 28     | 33:71  | spadek                             | (IV runda)                           |
| 2011/12 | Klasa okręgowa (Szczecin II)          | 3       | 53     | 66:33  |                                    | (II runda)                           |
| 2012/13 | Klasa okręgowa (Szczecin południe)    | 1       | 80     | 98:19  | awans                              | (IV runda)                           |
| 2013/14 | Liga okręgowa (Szczecin)              | 2       | 72     | 76:36  | awans                              | (1/4 finału)                         |
| 2014/15 | IV liga (zachodniopomorska)           | 6       | 43     | 58:46  |                                    | 1/4 finału                           |
| 2015/16 | IV liga (zachodniopomorska)           | 13      | 32     | 44:49  |                                    | (V runda)                            |
| 2016/17 | IV liga (zachodniopomorska)           | 14      | 42     | 51:62  |                                    | (III runda)                          |
| 2017/18 | IV liga (zachodniopomorska)           | 18      | 19     | 35:86  | spadek                             | (1/8 finału)                         |
| 2018/19 | Klasa okręgowa (Szczecin)             | 5       | 50     | 46:46  |                                    | (III runda)                          |
| 2019/20 | Klasa okręgowa (Szczecin II)          | 3       | 35     | 35:25  |                                    | (IV runda)                           |
| 2020/21 | Klasa okręgowa (zachodniopomorska II) | 7       | 49     | 66:59  |                                    | (III runda)                          |
| 2021/22 | Klasa okręgowa (zachodniopomorska II) | 3       | 64     | 82:28  |                                    | (III runda)                          |
| 2022/23 | Klasa okręgowa (zachodniopomorska II) | 6       | 55     | 80:47  |                                    | (IV runda)                           |
| 2023/24 | Klasa okręgowa (zachodniopomorska II) | 4       | 53     | 75:48  |                                    | V runda                              |
| 2024/25 | Klasa okręgowa (zachodniopomorska II) | 7       | 43     | 64:55  |                                    | III runda                            |

Największa seria zwycięskich meczów: 23 mecze z rzędu bez porażki, 5. miejsce w IV lidze (trener Andrzej Rejman) - sezon 2004/05
| Oznaczenie kolorami   |
| --------------------- |
| drugi poziom ligowy   |
| trzeci poziom ligowy  |
| czwarty poziom ligowy |
| piąty poziom ligowy   |
| szósty poziom ligowy  |
| siódmy poziom ligowy  |